# التحالف الأوروبي من أجل الحرية والديمقراطية
التحالف الأوروبي من أجل الحرية والديمقراطية هو حزب سياسي أوروبي تأسس في صيف 2020 من قبل النواب غير المرتبطين ميسلاف كولاكوشيتش ودورين روكميكر.
وفقًا للحزب تستند سياسته إلى المبادئ التالية: سيادة القانون ومكافحة الفساد على مستوى الاتحاد الأوروبي وعلى مستوى الدول الأعضاء فيه، وحرية الفكر والتعبير وكذلك المساواة بين المواطنين وبين الدول الأعضاء في الاتحاد الأوروبي.
تم رفض طلب الحزب للدخول في سجل السلطة المختصة للأحزاب السياسية الأوروبية والمؤسسات السياسية الأوروبية في 1 أكتوبر 2020. وقد برر ذلك حقيقة أن الأحزاب الأعضاء في التحالف ليست ممثلة في ربع الدول الأعضاء في البرلمان.
بعد انضمام أحزاب أخرى ولا سيما الكرواتي شيفي زيد والبولندي كوكيز15، قدم الحزب طلبًا مجددًا للتسجيل في صيف عام 2021.